# Pleistodontes addicotti
Pleistodontes addicotti är en stekelart som beskrevs av Wiebes 1991. Pleistodontes addicotti ingår i släktet Pleistodontes och familjen fikonsteklar. Inga underarter finns listade i Catalogue of Life.